# Guerra de la Cuádruple Alianza
La guerra de la Cuádruple Alianza fue un conflicto bélico que tuvo lugar entre 1717 y 1720 en Europa y que enfrentó a la Monarquía de España de Felipe V con la Cuádruple Alianza, una coalición formada por el Sacro Imperio Romano Germánico, la Monarquía de Francia, el Reino de Gran Bretaña y las Provincias Unidas de los Países Bajos.

## Antecedentes
La guerra se produjo como resultado de las ambiciones territoriales y dinásticas en Italia del rey Felipe V y de su segunda esposa, Isabel de Farnesio. Como han señalado diversos historiadores, «Felipe V, lejos de otorgar a los asuntos americanos la importancia que merecían... y de fijarse como objetivos prioritarios la recuperación de Gibraltar y Menorca, dio primacía a los intereses familiares, auspiciados por su segunda esposa, convertidos en una auténtica obsesión».
La primera esposa de Felipe V, María Luisa de Saboya, falleció a principios de 1714. El rey de España enseguida concertó un nuevo matrimonio con la princesa del ducado de Parma, Isabel de Farnesio, heredera del ducado porque el soberano del mismo, su tío, no tenía hijos. Nada más llegar a la corte, a finales de 1714, dio muestras de su fuerte carácter e inmediatamente influyó en el rey para que se deshiciera la "camarilla francesa" que había gobernado la Monarquía hasta ese momento. Así abandonaron la corte de Madrid la princesa de los Ursinos, Jean Orry y Melchor de Macanaz, que fueron sustituidos por un grupo de cortesanos de la confianza de la nueva reina encabezados por el clérigo parmesano Julio Alberoni, que había servido con anterioridad al duque de Vendôme. Este dirigió la política exterior de la monarquía con la doble finalidad de "revisar" los Tratados de Utrecht en Italia —recuperando para Felipe V los estados de la Monarquía Hispánica que habían pasado al emperador Carlos VI, el antiguo Archiduque Carlos, contrincante de Felipe V en la Guerra de Sucesión Española— y el duque de Saboya; y asegurar para el príncipe Carlos, el primer hijo del nuevo matrimonio, la sucesión al ducado de Parma y al ducado de Toscana. Entre los colaboradores de Alberoni se encontraba José Patiño que ya había destacado en la redacción e implantación del Decreto de Nueva Planta de Cataluña, y que fue el encargado de poner en marcha el programa de rearme naval que permitiera llevar a cabo la nueva política.
La política "revisionista" y dinástica de Felipe V y de Isabel de Farnesio encontró un pretexto en las negociaciones iniciadas entre los representantes del duque de Saboya y del emperador para intercambiarse las islas de Sicilia y de Cerdeña, lo que fue interpretado en la corte de Madrid como una violación de los Tratados de Utrecht y Rastatt. Así el primer objetivo de Felipe V será reconquistar Cerdeña, campaña que se inició en el verano 1717.
En contra de los intereses de Felipe V se encontraban Francia, Gran Bretaña y las Provincias Unidas, que firmaron la Triple Alianza el 4 de enero de 1717. Un año más tarde, en el marco de la consolidación del Tratado de Utrecht, se incorporó a la misma Carlos VI del Sacro Imperio Romano Germánico dando nacimiento a la Cuádruple Alianza.

## Desarrollo

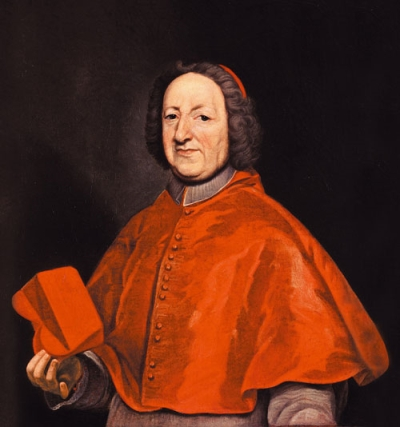
Giulio Alberoni, ministro de Felipe V y cardenal de la Iglesia católica

Los preparativos navales y militares de la expedición a Cerdeña fueron ocultados bajo la tapadera de que se estaba preparando un ataque contra las bases piratas berberiscas del norte de África, y así fue comunicado al papa Clemente XII. La escuadra española, integrada por 12 buques de guerra y 100 transportes que llevaban unos 8000 soldados al mando del marqués de Lede, zarpó de Barcelona en el verano de 1717 y el desembarco en Cerdeña se inició el 22 de agosto. En pocas semanas se completó la conquista española de Cerdeña frente a las fuerzas imperiales que la defendían. En palabras de Rosa Mª Capel y José Cepeda, «la política de revisionismo de Utrecht comenzaba bien».
Al verano siguiente una nueva expedición mucho mayor —30 buques de guerra, aunque muchos de ellos eran barcos de carga artillados, y 400 barcos de transporte con 30 000 soldados a bordo— se dirigió a Sicilia, a donde arribó en julio de 1718. La isla fue rápidamente conquistada y "al igual que lo sucedido un año antes, los habitantes recibieron con alegría a los soldados de Felipe V".
Al conocerse la invasión de Sicilia, el emperador Carlos VI decidió entrar en la Triple Alianza formada el año anterior, dando nacimiento la llamada Cuádruple Alianza con la firma del Tratado de Londres el 2 de agosto de 1718. Automáticamente solicitaron la retirada de las tropas españolas de Sicilia y Cerdeña, mientras Gran Bretaña desplegaba una pequeña flota con tropas de las Provincias Unidas, que sitiaron Mesina.
En la segunda semana de agosto una flota británica comandada por el almirante George Byng avistó frente al cabo Passaro cerca de Siracusa, a la flota española comandada por Antonio de Gaztañeta. Como los españoles se negaron a obedecer la orden de suspender las operaciones que estaban llevando a cabo, fueron atacados por los británicos, sin que existiera una situación de guerra entre las dos monarquías, resultando completamente derrotada la flota española. Muchos barcos fueron hundidos o seriamente dañados y el resto fueron embarrancados por sus propias tripulaciones para evitar ser capturados. La batalla del cabo Passaro supuso un serio revés para la expedición a Sicilia ya que al haber desaparecido la flota las tropas de Felipe V que ocupaban la isla quedaron aisladas y sin poder recibir refuerzos. Felipe V protestó ante la corte británica, pero la respuesta fue la declaración formal de guerra de Gran Bretaña el 27 de diciembre de 1718.
Alberoni respondió con una estratagema que pretendía llevar la guerra a Gran Bretaña. En marzo de 1719 zarpó de Cádiz una pequeña flota con 6000 soldados a bordo que iban a apoyar el levantamiento jacobita que los partidarios de Jacobo III iban a realizar en Escocia. Pero la operación resultó un desastre porque muy pocos barcos llegaron a las islas británicas y además provocó una dura reacción británica que desembarcó tropas en Vigo, Ferrol y Santoña. La operación de apoyo al levantamiento jacobita había sido organizada por James Butler, que se encontraba exiliado en tierras irlandesas.
Unos meses antes, en enero de 1719, el regente del reino de Francia el duque de Orleans le declaró la guerra a Felipe V tras descubrirse en Versalles la llamada conspiración de Cellamare, urdida siguiendo las instrucciones de este en la corte de Versalles por el embajador español en contra del regente para fortalecer sus aspiraciones al trono de Francia, a pesar de su renuncia de noviembre de 1711, en plena guerra de Sucesión Española. Así un ejército francés a las órdenes del duque de Berwick —quien durante la guerra de sucesión había luchado al lado de Felipe V, conquistando las ciudades de Valencia y de Barcelona— invadió el País Vasco y Navarra y Cataluña, amenazando con dirigirse a Madrid y contando con el apoyo de catalanes y valencianos austracistas a los que prometió la abolición de los Decretos de Nueva Planta, lo que supondría la restitución de sus leyes e instituciones propias. Por su parte Carlos VI también le declaró la guerra y amenazó con tomar Mallorca.
En efecto, la guerra avivó el alzamiento antiborbónico de los carrasclets en Cataluña que llegó a movilizar a unas 8000 personas y que exigía la restitución de las leyes e instituciones abolidas por la Nueva Planta. Los seguidores de Carrasclet actuaron sobre todo en las comarcas meridionales catalanas, especialmente en Reus y Valls.

## Desenlace
Tras todos estos acontecimientos, Felipe V se deshacía  de Giulio Alberoni en diciembre de 1719 poniendo fin al conflicto mediante el Tratado de La Haya de 1720. En dicho tratado, el duque de Saboya, Víctor Amadeo II, cambió la isla de Sicilia por Cerdeña, que, si bien era de menor importancia, tuvo en el futuro un papel capital en la Unificación de Italia, un siglo y medio después.
Tras la destitución de Alberoni, Felipe V pretendió que las potencias de la Cuádruple Alianza reconocieran sus conquistas de Cerdeña y de Sicilia, e incluso reclamó a Gran Bretaña la restitución de Gibraltar y de Menorca, pero finalmente se vio obligado a firmar en La Haya en febrero de 1720 la retirada de las tropas de Cerdeña y de Sicilia, la renuncia a cualquier derecho sobre los antiguos Países Bajos españoles, ahora bajo soberanía del emperador Carlos VI, y a reiterar su renuncia a la Corona de Francia. Lo único que obtuvo Felipe V a cambio fue la promesa de que la sucesión al ducado de Parma, el ducado de Piacenza y el ducado de Toscana recaerían en los hijos que había tenido con Isabel de Farnesio. Para ello se convocó el Congreso de Cambrai.